# Онлу, Медет Гендергеной
Медет Онлу Гендергеной (тур. Medet Önlü Gendergenoy; 1965, Чардакх, Турция — 22 мая 2013, Анкара, Турция) — турецкий политик и бизнесмен чеченского происхождения. Лидер Чеченской диаспоры в Турции; Почётный консул Чеченской Республики Ичкерия в Турецкой Республике с 3 октября 2005 по 22 мая 2013.

## Биография

### Ранние годы и происхождение
Родился в 1965 году в селении Чардакх Кахраманмарашской провинции Турецкой Республики. Выходец из тайпа Гендарганой. Его предки — чеченские мухаджиры, переселившиеся в Османскую империю после Кавказской войны. В 1980-х годах окончил университет Улудаг в городе Бурса на северо-западе Анталии. Личными усилиями изучил чеченский язык.

### Становление
В молодости он наладил тесные связи с представителями чеченской диаспоры Ближнего Востока. В результате этого у него возрос интерес к своему чеченскому происхождению.

### Политическая деятельность
После провозглашения независимости Чеченской Республики Ичкерия в 1991 году, Медет Онлу стал активным сторонником этого движения.
В 1991—2006 годах представлял интересы в Турции Джохара Дудаева, Зелимхана Яндарбиева, Аслана Масхадова и Абдул-Халима Садулаева.
Был лично знаком с Режепом Эрдоганом и бывшим Президентом Турции Абдуллой Гюлем.
Во время Первой и Второй российско-чеченских войн оказывал поддержку беженцам и повстанцам из Чечни.

### Смерть
22 мая 2013 года двое вооружённых людей в масках ворвались в офис, в котором находился Медет Онлу, и выстрелили в него несколько раз из пистолета с глушителем. От полученных ранений он скончался на месте. По этому делу турецким судом было приговорено к длительному тюремному заключению несколько десятков человек.

### Семья
Был женат на Лейле Онлу, имел троих детей.

### Награды
Постановлением правительства Чеченской Республики Ичкерия в изгнании 16 сентября 2010 года Медет Онлу был награждён орденам Къоман Сий (Честь Нации).